# Chetogena siciliensis
Chetogena siciliensis là một loài ruồi trong họ Tachinidae.